# تشاركوفو
تشاركوفو (بالبلغارية: Чарково)‏ قرية تقع إدارياً ضمن بلدية غابروفو ‏ في بلغاريا. ويبلغ عدد سكانها 174 نسمة حسب تعداد 15 مارس 2015. تعتمد تشاركوفو للبريد على الرمز البريدي 5309.